# 水野貴士
水野 貴士（みずの たかし、1997年11月3日 - ）は、東京都豊島区出身のプロ野球選手（外野手）。

## 経歴
高校時代は岩倉高校でプレーした。
亜細亜大学法学部に進学し、準硬式野球部に入部する。4年次の2019年11月にはインドネシアとの「第4回日イ友好親善野球大会インドネシア遠征」の選抜メンバーに選ばれる。その後、2020年2月8日にベースボール・チャレンジ・リーグ（ルートインBCリーグ）のドラフト会議で、茨城アストロプラネッツに特別合格となった。同校の準硬式野球部の部員で卒業後も硬式野球を継続するのは水野が初めてである。駒澤大学準硬式野球部の長谷川陽祐選手とも共にプレーをした経験がある。。
2020年シーズン終了後に茨城を退団。同年11月に、同じリーグの石川ミリオンスターズに入団することが発表された。練習生としての所属となる。のちに選手契約を結んで2021年シーズンの公式戦に出場し、5月までは4番打者として起用されていたが、規定打席到達者ではワースト2位の打率.194に終わるなど目立った活躍はできず、9月23日に自由契約による退団が発表された。

## 詳細情報

### 独立リーグでの打撃成績
| 年 度     | 球 団     | 試 合 | 打 席 | 打 数 | 得 点 | 安 打 | 二 塁 打 | 三 塁 打 | 本 塁 打 | 塁 打 | 打 点 | 盗 塁 | 盗 塁 死 | 犠 打 | 犠 飛 | 四 球 | 敬 遠 | 死 球 | 三 振 | 併 殺 打 | 打 率 | 出 塁 率 | 長 打 率 | O P S |
| --------- | --------- | ----- | ----- | ----- | ----- | ----- | -------- | -------- | -------- | ----- | ----- | ----- | -------- | ----- | ----- | ----- | ----- | ----- | ----- | -------- | ----- | -------- | -------- | ----- |
| 2020      | 茨城      | 57    | 208   | 167   | 17    | 41    | 8        | 0        | 5        | 64    | 28    | 4     | 0        | 0     | 1     | 37    | -     | 3     | 54    | 6        | .246  | .389     | .383     | .773  |
| 2021      | 石川      | 60    | 210   | 186   | 19    | 36    | 11       | 0        | 4        | 59    | 16    | 6     | 4        | 0     | 1     | 13    | -     | 10    | 70    | 2        | .194  | .281     | .317     | .598  |
| 通算：2年 | 通算：2年 | 117   | 418   | 354   | 36    | 77    | 19       | 0        | 9        | 123   | 44    | 10    | 4        | 0     | 2     | 50    | -     | 13    | 124   | 8        | .218  | .334     | .348     | .682  |

- 2021年度シーズン終了時点

### 背番号
- 12 （2020年）
- 6 （2021年）